# Collocaliodes collocalia
Collocaliodes collocalia là một loài bướm đêm thuộc phân họ Arctiinae, họ Erebidae.